# Y aún yo te recuerdo
Y aún yo te recuerdo fue el último disco de la banda de punk rock argentina Flema, tras la muerte de su cantante y líder, Ricky Espinosa. Este disco homenaje toma el nombre del tema homónimo, incluido en el disco El exceso y/o abuso de drogas y alcohol es perjudicial para tu salud... ¡Cuidate, nadie lo hará por vos!. Y aún yo te recuerdo fue grabado en vivo en un recital de 2002 en Cemento. Entre las bandas y amigos invitados participaron: Cosa Nostra, Doble Fuerza, Sin Ley, Superuva, Bulldog y Corruptor.

## Lista de temas
1. Mas feliz que la mierda
2. V.A.F.
3. Ahogado en alcohol
4. Recordándote
5. Grande Angie
6. Vahos del ayer
7. No da
8. Maten a su suegra
9. Tanto tiempo
10. Metamorfosis adolescente
11. Punk Rock sobre Beethoven
12. Hoy me siento mal
13. Vicky la lunga
14. No quiero ir a la guerra
15. Tiempo de morir
16. Bienvenido el vino
17. Lejos de tu casa
18. No te dejaré
19. F.A.E.S
20. Que linda nena es tu mamá
21. CH (Amigos)
22. La sangre de tu hermana
23. Y aún yo te recuerdo
24. La sal del mar
25. Si yo soy así
26. El blanco cristal
27. El último vaso de vino
28. Orlando Espinosa
29. No pasa nada
30. Cáncer
31. Lección de hipocresía
32. Nunca seré policía
33. A nadie
34. Siempre estoy dado vuelta
35. Te extraño